# (2403) Шумава
(2403) Шумава (чеш. Šumava) — типичный астероид главного пояса, который был открыт 25 сентября 1979 года чешским астрономом Антонином Мркосом в обсерватории Клеть и назван в честь горного хребта Чешской Республики, известного в России как «Шумава».

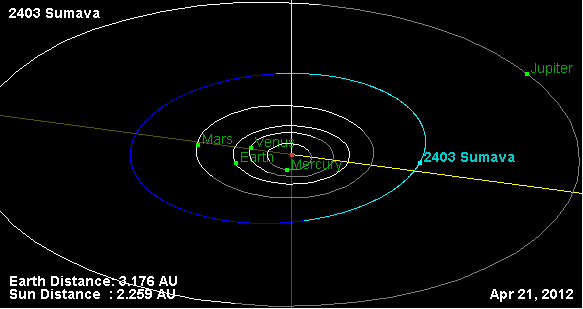
Орбита астероида Шумава и его положение в Солнечной системе